# Beresheet
Beresheet (hebreiska: בְּרֵאשִׁית, "Bərēšīṯ", "i början"; Första Moseboken), tidigare känd som Sparrow, var en obemannad rymdsond från SpaceIL och som opererades av Israel Aerospace Industries, med uppdrag att landa på månen och fotografera. Den sköts upp från Cape Canaveral Air Force Station, med en Falcon 9-raket, den 22 februari 2019. Den gick in i omloppsbana runt månen den 4 april 2019.
Den 11 april 2019 försökte man landa farkosten på månen. Under landningsfasen uppstod problem och farkosten kraschade på månen.

Nedslagsplatsen för Beresheet fotograferad av den amerikanska rymdsonden Lunar Reconnaissance Orbiter.

Farkosten skulle ha landat i månhavet Mare Serenitatis, öster om Mare Imbrium på månens framsida. Den hade ingen temperaturreglering och förväntades bli överhettad inom några dygn, medan dess laserreflektor som inte behövde någon ström förväntades kunna vara i funktion i flera årtionden.
Genom rymdsonden blev Israel det sjunde landet att placera en rymdsond i omloppsbana runt månen. Man blev även det fjärde landet att försöka landa en farkost på månen. Skulle projektet ha lyckats hade rymdhistoria skrivits. USA, forna Sovjetunionen och Kina är de enda som dittills lyckats mjuklanda en farkost på månens yta, så Israel skulle ha blivit fjärde nation. Projektet var vidare det första privatfinansierade försöket till en månlandning.
Månsonden hade fått sitt namn Beresheet efter Första moseboken. Sonden förde bland annat med sig en digitalt sparad hebreisk bibel. och trögkrypare